# Margaret Rutherford
Margaret Rutherford, właśc. Margaret Taylor Rutherford (ur. 11 maja 1892 w Londynie, zm. 22 maja 1972 w Chalfont St Peter) – angielska aktorka filmowa i teatralna, laureatka Oscara i Złotego Globu dla najlepszej aktorki drugoplanowej.

## Życiorys
Urodziła się w Londynie, jako Margaret Taylor Rutherford. Była jedynym dzieckiem Williama Rutherforda Benna i jego żony, Florence Nicholson. Bratem jej ojca był Sir John Benn, brytyjski polityk. Jej kuzynem jest brytyjski polityk Tony Benn.
Rutherford była kształcona w niezależnych Wimbledon High School oraz w Royal Academy of Dramatic Art.
Sławę zdobyła po II wojnie światowej w filmowych adaptacjach Seansu Noela Cowarda i Bądźmy poważni na serio Oskara Wilde. Najbardziej znana z roli panny Jane Marple w kilku filmach luźno opartych na powieściach Agaty Christie.
W 1961 roku otrzymała tytuł Oficera Orderu Imperium Brytyjskiego (OBE). W 1967 roku odznaczono ją tytułem Damy Komandora Orderu (DBE).
W 1964 roku otrzymała Oscara i Złoty Glob dla najlepszej aktorki drugoplanowej za rolę w filmie Z życia VIP-ów, gdzie zagrała u boku Elizabeth Taylor i Richarda Burtona.
Cierpiała na chorobę Alzheimera w końcu swojego życia. Dama Margaret Rutherford zmarła w wieku 80. lat na zapalenie płuc; została pochowana wraz z mężem, Stringerem Davisem, który zmarł w sierpniu 1973 r. na cmentarzu St. James Church, w Gerrards Cross, w hrabstwie Buckinghamshire.

## Filmografia
Filmy fabularne
- 1967: Hrabina z Hongkongu (A Countess from Hong Kong) jako Panna Gallswallow
- 1967: Arabella jako Księżniczka Ilaria
- 1967: Wacky World of Mother Goose jako Mama gęś (głos)
- 1965: A... B... C... (The Alphabet Murders) jako Panna Jane Marple (niewymieniona w czołówce)
- 1965: Falstaff (Campanadas a medianoche) jako Mistress Quickly
- 1965: The Stately Ghosts of England
- 1964: Morderstwo najgorszego sortu (Murder Most Foul) jako Panna Jane Marple
- 1964: Ahoj zbrodnio (Murder Ahoy) jako Panna Jane Marple
- 1963: Mysz na księżycu (The Mouse on the Moon) jako Wielka księżna Gloriana
- 1963: Z życia VIP-ów (The V.I.P.s) jako Księżna Brighton
- 1963: Morderstwo w hotelu Gallop (Murder at the Gallop) jako Panna Jane Marple
- 1961: On the Double jako Lady Vivian
- 1961: Śmierć ma okna (Murder She Said) jako Panna Jane Marple
- 1959: I'm All Right Jack jako Ciotka Dolly
- 1957: Just My Luck jako Pani Dooley
- 1957: The Smallest Show on Earth jako Pani Fazackalee
- 1955: Aligator Stokrotka (An Alligator Named Daisy) jako Prudence Croquet
- 1954: The Runaway Bus jako Cynthia Beeston
- 1954: Aunt Clara jako Clara Hilton
- 1954: Mad About Men jako Pielęgniarka Carey
- 1953: Innocents in Paris jako Gwladys Inglott
- 1953: Trouble in Store jako Panna Bacon
- 1952: Miss Robin Hood jako Panna Honey
- 1952: Castle in the Air jako Panna Nicholson
- 1952: The Importance of Being Earnest jako Panna Letitia Prism
- 1952: Curtain Up jako Catherine Beckwith / Jeremy St. Claire
- 1952: Magiczna skrzynka (The Magic Box) jako Lady Pond
- 1950: Quel bandito sono io jako Pani Dotherington
- 1950: The Happiest Days of Your Life jako Muriel Whitchurch
- 1949: Paszport do Pimlico (Passport to Pimlico) jako Profesor Hatton-Jones
- 1948: Miranda jako Pielęgniarka Carey
- 1947: While the Sun Shines jako Dr Winifred Frye
- 1947: Meet Me at Dawn jako Madame Vernorel
- 1946: Bądźmy poważni na serio (The Importance of Being Earnest) jako Lady Bracknell
- 1945: Seans (Blithe Spirit) jako Madame Arcati
- 1944: Łatwa nauka angielskiego (English Without Tears) jako Lady Christabel Beauclerk
- 1943: The Demi-Paradise jako Rowena Ventnor
- 1943: Yellow Canary jako Pani Towcester
- 1941: Spring Meeting jako Ciocia Bijou
- 1941: Quiet Wedding jako Sędzia
- 1938: Spring Meeting
- 1938: Have You Brought Your Music?
- 1937: Missing, Believed Married jako Lady Parke
- 1937: Catch As Catch Can jako Maggie Carberry
- 1937: Big Fella jako Niania (niewymieniona w czołówce)
- 1937: Beauty and the Barge jako Pani Baldwin
- 1936: Talk of the Devil jako Gospodyni domowa
- 1936: Dusty Ermine jako Evelyn Summers / panna Butterby
- 1936: Troubled Waters jako Epizod (niewymieniona w czołówce)

Seriale telewizyjne
- 1966: Jackanory jako Gawędziarka
- 1963: ITV Play of the Week jako Mary Smith
- 1962: Zero One jako Panna Pendenny
- 1960: ITV Television Playhouse jako Emily Blagdon
- 1957: Dick and the Duchess jako Cynthia Gordon
- 1950-1958: BBC Sunday-Night Theatre jako Panna Hargreaves

## Nagrody
- Nagroda Akademii Filmowej Najlepsza aktorka drugoplanowa: 1964 Z życia VIP-ów
- Złoty Glob Najlepsza aktorka drugoplanowa: 1964 Z życia VIP-ów